# I Pronounce You
I Pronounce You is een single uit 1988 van The Madness, een kortstondige afsplitsing van de Britse ska-popband Madness. Het is geschreven door saxofonist Lee Thompson. De B-kant is Patience, en op de 12-inch bevat ook 4BF (ode aan Bryan Ferry) en 11th Hour.                                                                                       De single stond vier weken in de Britse top 50 met als hoogste notering de 44e plaats.  

## Achtergrond
I Pronounce You gaat over een bruidegom die op de vooravond van haar gearrangeerde huwelijk wegloopt "straight into the hungry arms that longed to hold her tight". Het nummer heeft een Indiaas tintje door de toevoeging van sitar (gespeeld door gitarist Chris Foreman) en tabla's. In de bijbehorende videoclip worden Thompson, Foreman en zangers Suggs en Carl 'Chas Smash' Smyth bijgestaan door John Hasler, drummer en manager uit de begindagen van Madness. 
Het nummer werd slechts een keer opgevoerd (playback) in het sketchprogramma Friday Night Live. The Madness viel uiteen door tegenvallende verkoopcijfers en de onwil van Suggs, Thompson en Foreman om een clubtournee te ondernemen. 
In 1992 kwam Madness weer bijeen in de volledige bezetting. 